# Korff (Adelsgeschlecht)

Stammwappen derer von Korff

Korff (auch Korff-Schmising) ist der Name eines alten westfälischen Adelsgeschlechts. Die Familie, deren Zweige zum Teil bis heute bestehen, gehört zu den ältesten landsässigen Adelsfamilien im Münsterland. Zweige verbreiteten sich mit dem Deutschen Orden nach Livland und Kurland.

## Geschichte

### Herkunft
Das Geschlecht erscheint erstmals im Jahr 1241 urkundlich mit Ritter Henricus von Kersekorff Seit dem Jahr 1354 führt ein Teil der Familie den Zunamen Schmising (auch Schmysing oder Schmysingk).
1254 kam der Ritter Henricus von Kersekorff aus der Grafschaft Mark an der Lippe nach Vuchthorpe (Füchtorf) und heiratete Ludmodis, die Erbtochter des dort ansässigen Ritters. Die Familie bewohnte die Burg auf dem jetzigen Kirchplatz.
1309 nutzte sein Sohn, Henricus II von Kersekorff, den Wasserreichtum aus, um auf dem Sytherkamp eine wehrhafte Burg zu errichten. Sie bestand aus zwei Flügeln mit einem schmalen Mittelteil. Da der moorige Untergrund kein festes Fundament zuließ, mussten die Burg sowie die Vorgebäude auf Fichten- und Eichenpfählen gebaut werden. Die Burganlage wurde mit mehreren Gräfteringen umgeben, um vor feindlichen Angriffen besser geschützt zu sein. In dieser Zeit waren Plünderungen und Raubzüge an der Tagesordnung. Henricus II. heiratete die Erbtochter Wigburdis (Wibbecke) von Varentrob (Varendorff), die das Gogericht von Warendorf erbte. Das Gogericht bestand aus 9 Kirchspielen. Es war nicht nur eine gute Einnahmequelle, sondern bedeutete auch eine Stärkung der Macht der Familie in Kreis Warendorf. Henricus II. verbrachte seinen Lebensabend im Kloster Marienfeld, wo er auch gestorben und begraben ist.

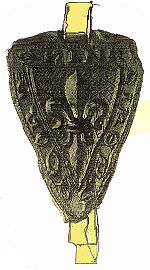
Das Siegel von 1309 zeigt das Lilienwappen, der niederdeutsche Name „Kersecorif“ bedeutet in lokaler Mundart allerdings Kirschenkorb

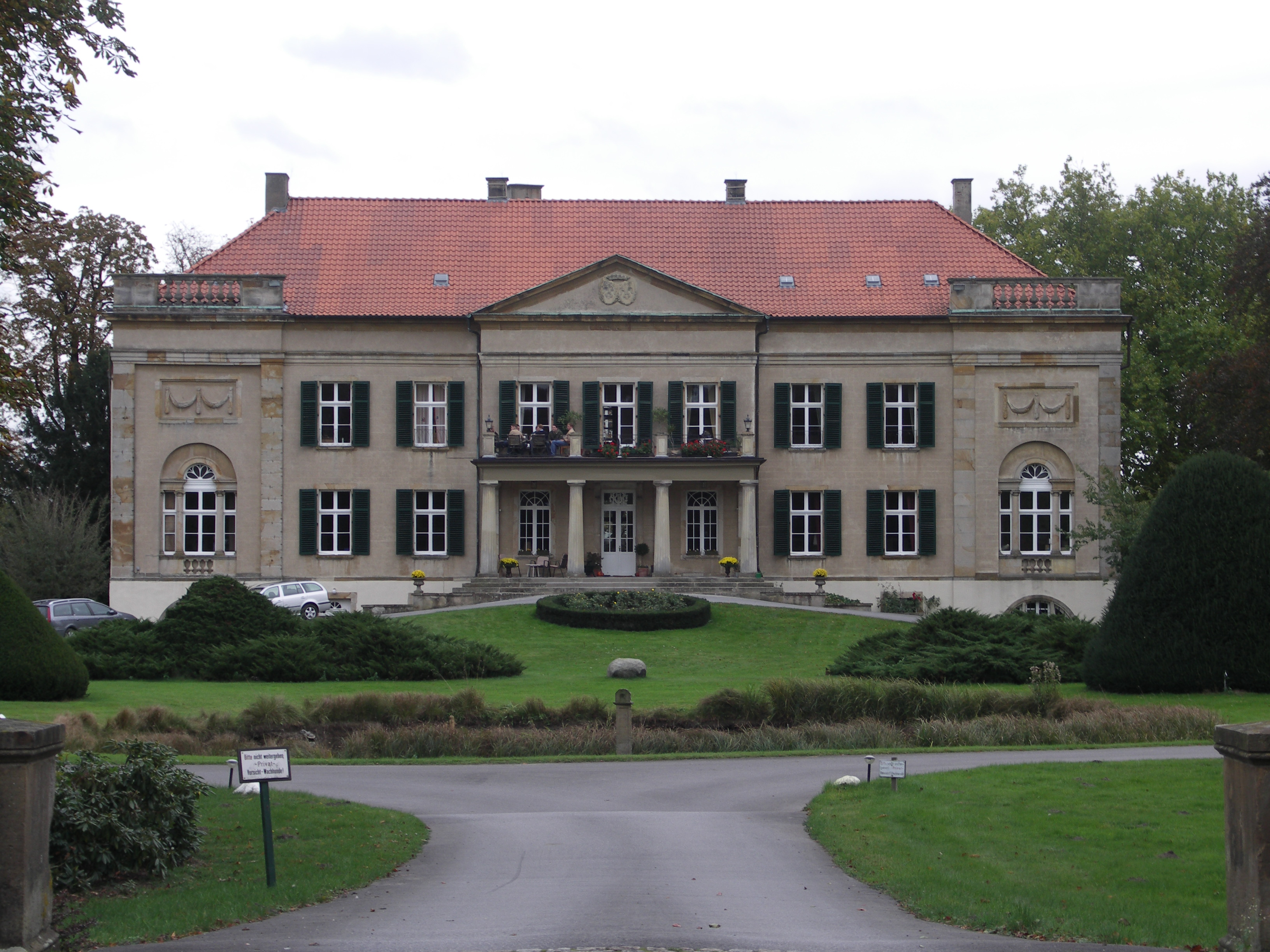
Korff’sches Schloss Harkotten (erbaut ab 1804)

Ursprünglicher Stammsitz der Herren von Korff war das Schloss Harkotten im Hochstift Münster. Zwischen 1297 und 1309 erbaute Heinrich II. von Kerskorff Lehnsmann des Bistums Münster eine Wasserburg zur Sicherung der Bistumsgrenzen gegenüber Osnabrück. Nach seinem Tod 1334 teilten seine beiden Söhne Heinrich und Eberhard den Besitz unter sich auf. Die Teilung umfasste nicht nur Burg und Vorgebäude, sondern auch Feld, Wald und Gewässer. Die Legende erzählt, dass die Teilung per Würfelspiel erfolgte. Auf den Ruf „Smiet in“ erwürfelte der ältere Sohn Henricus den östlichen Teil der Burg und nannte sich fortan „Korff-Smising“ (Smising). Möglicherweise könnte man eine Lautverschiebung von „Smiet in“ vermuten. 1375 war Hermann von Korff-Schmiesing, Sohn von Ritter Heinrich von Korff, der Hausherr auf dem östlichen Schloss Harkotten. Everard Korff erhielt den westlichen Teil der Burg. Seit jener Zeit existieren auf dem Areal zwei getrennte Herrenhäuser. Everards Nachkommen leben in unmittelbarer Erbfolge bis heute in Harkotten, wo das heutige Korff’sche Schloss ab 1804 anstelle des Vorgängerbaus aus dem 14. Jahrhundert errichtet wurde. Das östliche Schloss gehört seit 1615 bis heute den Freiherren von Ketteler.
Von Harkotten aus verbreitete sich das Geschlecht in Westfalen sowie nach Livland und Kurland, wo bspw. das Gut Aiswicken im Kreis Hasenpoth von 1508 bis 1930 über 13 Generationen im Besitz der Familie war, ferner nach Ostpreußen und Russland.

### Ausbreitung und Besitzungen

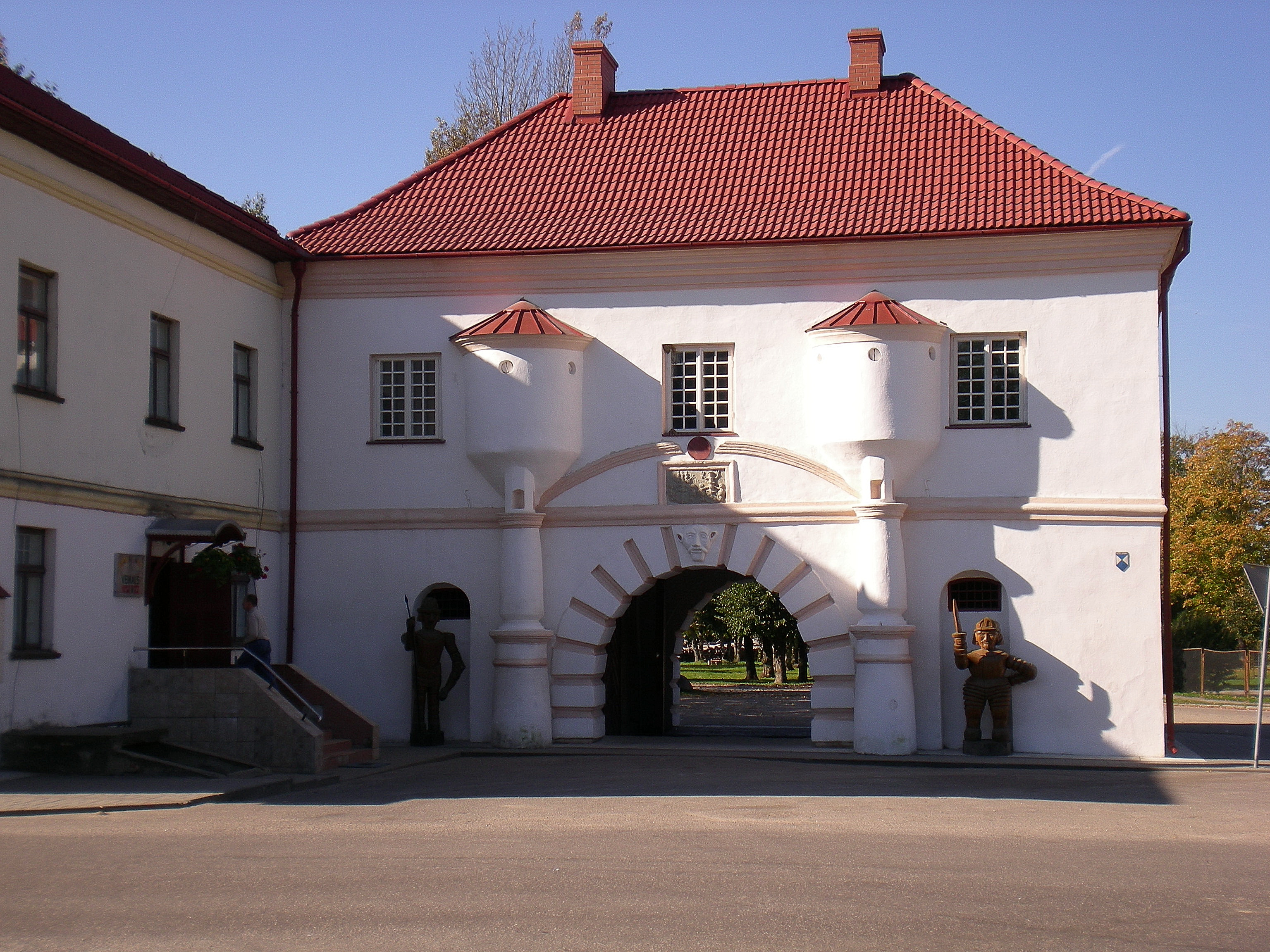
Das Schwedentor in Preekuln mit Korff’schem Wappen, 1688 als Einfahrt zum Gut erbaut, das seit 1483 in Korff’schem Besitz war.

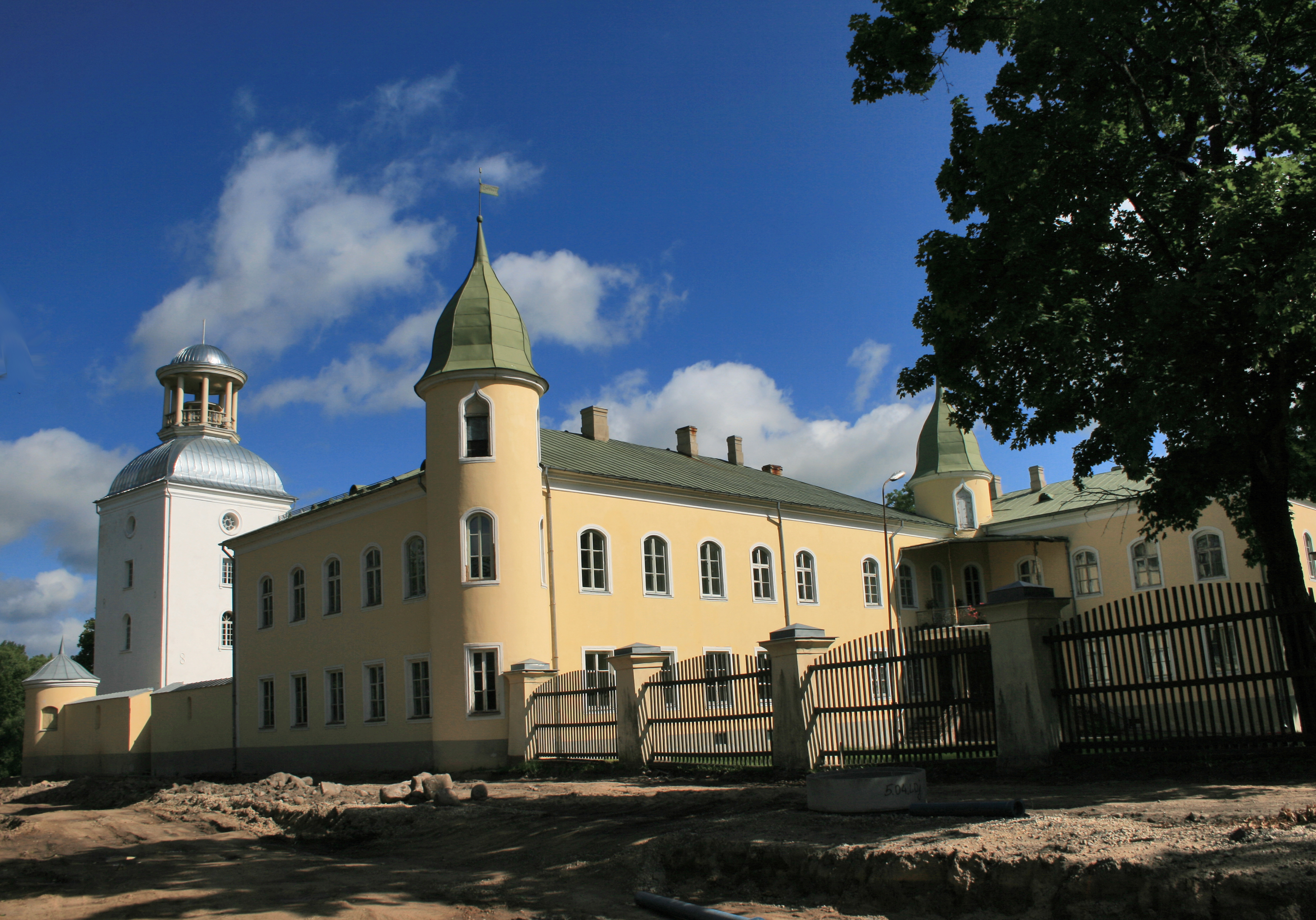
Veste Kreutzburg, von 1585 bis 1920 im Besitz der Familie.

In der zweiten Hälfte des 15. Jahrhunderts erscheint Nicolaus Korff – vermutlich ein Sohn des Hermann von Korff gen. Schmising und der Agnese von Bevern und Urenkel des Nikolaus III. von Bevern – in Kurland bei den Rittern des Deutschen Ordens. Der Heermeister des Ordens verlieh ihm 1483 die Herrschaft Preekuln. Er war mit Anna von Pattkul aus dem Hause Mohjahn verheiratet. Sein Enkel Christian Korff, Herr zu Tecken, war der Begründer einer nach diesem Sitz benannten Nebenlinie. Die Hauptlinie führte Nicolaus II., Besitzer von Preekuln, fort. Er wurde königlich-polnischer Oberst und Kriegsrat. Für seine Verdienste wurde Nicolaus von König Stephan 1585 mit der Veste Kreutzburg belehnt. Von seinen Söhnen aus der Ehe mit Gertrude von Rosen erbte Christian II. (* 1595) Preekuln, Nicolaus III. (* 1585) Kreutzburg und Wilhelm (* 1604) Föhmen in Litauen.
Nicolaus III. Korff war königlich-polnischer Gesandter am königlich-dänischen Hof, unter anderem Wojwode von Senden und Kokenhusen und Starost zu Geesewiczy und Wobolnik. Sein Sohn Nicolaus IV. (* 1615) erhielt, außer den väterlichen Besitzungen, durch Heirat mit Anna Magdalena von Rappe auch die Güter Tels und Rolof in Kurland und Bledau in Ostpreußen.
Nicolaus V. (* 1648), Sohn von Nicolaus IV., war Alleinerbe des gesamten Grundbesitzes, den er durch Heirat mit seiner Cousine Anna Dorothea Korff, Erbin der preekulnschen Besitzungen, noch erheblich erweitern konnte. Er bestimmte 1707 Preekuln zum Majorat für seinen ältesten Sohn Christian III. (* 1676). Dieser starb ohne Nachkommen, worauf das Majorat an seinen Bruder Nicolaus VI. fiel. Durch seine Ehe mit Constantina Ursula von der Walen kamen die Güter Nerft und Salwen in Familienbesitz. Er wurde durch seine drei Söhne, Benjamin Christian, Friedrich Siegmund und Nicolaus Ernst, Stammvater drei weiterer Linien. Die Linie von Benjamin Christian (1724–1748) erlosch mit dem Tod seines Enkels Hermann (1773–1834). Friedrich Sigmund (1730–1797), unter anderem Herr auf Brucken, Schönberg, Nerft, Salwen, Memelhof, Tanjamen und Loberez, kaiserlich-russischer Geheimrat, begründete den Zweig Brucken-Schönberg. Nicolaus Ernst (1734–1787), Herr sämtlicher kreutzburgischer Güter und königlich-polnischer Kammerherr, begründete die Kreutzburger Linie, die bis 1920 im Besitz von Kreutzburg blieb.

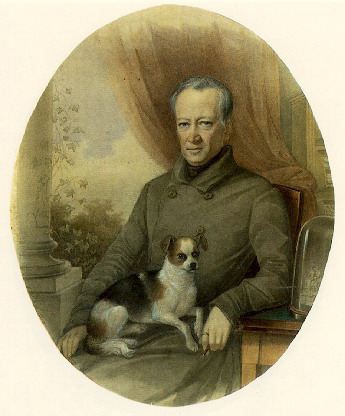
Modest Andrejewitsch von Korff (1800–1876)

Mit den folgenden Linien und Nebenlinien, die zum Teil den Freiherrenstand und Grafenstand erhielten, zählt das Geschlecht zu den gliederreichsten Familien. Ein bedeutender Vertreter aus der Linie Preekuln war Modest Freiherr von Korff (1800–1876), Sohn des 1823 verstorbenen Freiherrn Andreas von Korff. Er war ein bedeutender russischer Staatsmann und hatte als Präsident der kaiserlichen öffentlichen Bibliothek großen Anteil an deren Ausbau. Er erhielt 1872 den kaiserlich-russischen Grafenstand.
Aus der westfälischen Hauptlinie der Familie stammte Clemens August Freiherr von Korff, genannt Schmising, ehemaliger Oberhofmarschall des Kurfürsten von Köln und des Fürstbischofs von Münster. Er wurde 1816 in den preußischen Grafenstand erhoben und begründete die gräfliche Linie in Westfalen. Sein Enkel Graf Klemens von Korff, Herr auf Tatenhausen, wurde Mitglied des königlich-preußischen Herrenhauses und Landrat im Kreis Halle.
Das über viele Jahrhunderte gleichzeitige Bestehen reichsdeutscher und deutsch-baltischer Familienzweige, also in der ursprünglichen Heimat ansässig gebliebener, älterer Linien und jüngerer, die bereits im Mittelalter ins Ordensland ausgewandert und dort ansässig geworden sind, ist auch bei anderen Adelsfamilien zu verzeichnen, so den Vietinghoff, den Frydag/Freytag-Loringhoven, den Wenge/Lambsdorff, den Lüdinghausen genannt Wolff oder den Waldburg-Capustigall. Die den Korffs in Harkotten bis heute benachbarten Ketteler stellten von 1561 bis 1711 die Herzöge von Kurland und Semgallen.

### Standeserhebungen

#### Baltischer Stamm
Immatrikulation bei der I. Klasse der Kurländischen Ritterschaft am 2. August 1631 für Alexander Korff, kurländischer Oberhauptmann und Ritterbankrichter; russische Anerkennung der Berechtigung zur Führung des Baronstitels durch Senats-Ukas vom 21. September 1853 und 3. April 1862.

#### Estländisches Haus Waiwara
Immatrikulation bei der Estländischen Ritterschaft am 14. November 1861 für Nikolai Baron von Korff (1793–1869), kaiserlich russischer General der Artillerie und Mitglied des Staatsrat des Russischen Reiches.
Immatrikulation bei der Oeselschen Ritterschaft am 1. Mai 1938 für Frank Baron von Korff (* 1905), Landwirt in Arensburg.

#### Kurländisches Haus Brucken-Schönberg
Immatrikulation bei der estländischen Ritterschaft am 7. Februar 1836 für Modest von Korff, kaiserlich russischer Wirklicher Staatsrat und Staatssekretär.
Russischer Grafenstand am 13. Januar 1872 in Sankt Petersburg für denselben als kaiserlich russischer Kammerherr, Wirklicher Geheimer Rat und Präsident des 1. Departements des Reichsrats.

#### Livländisches Haus Kreutzburg
Immatrikulation bei der Livländischen Ritterschaft am 6. April 1864 für Nikolai Baron von Korff, Gutsherr auf Kreutzburg.

#### Ostpreußisches Haus Schönbruch
Preußische Genehmigung zur Fortführung des Freiherrntitels durch Allerhöchste Kabinettsorder (A.KO.) vom 8. September 1852 in Charlottenburg für Friedrich Freiherr von Korff, Gutsherr auf Schönbruch im Landkreis Friedland.

#### Schlesisches Haus Dammer
Österreichische Genehmigung zur Fortführung des Freiherrntitels als eines ausländischen nebst Wappenbestätigung durch A. E. am 25. November 1892 in Wien für Adolf Freiherr von Korff, k.u.k. Hauptmann im 5. Feldjägerbataillon, und für seine Geschwister.

#### Westfälisches Haus Harkotten
Preußische Genehmigung zur Fortführung des Freiherrntitels am 1. August 1844 in Erdmannsdorf für August Freiherr von Korff, Gutsherr auf Harkotten, und seine Geschwister.

#### Westfälisches Haus Sutthausen
Preußischer Freiherrnstand primogenitur und geknüpft an den Besitz von Sutthausen, Schleppenburg und Osthof (alle Landkreis Osnabrück) durch A. KO. am 29. November 1886 in Berlin mit Diplom vom 28. April 1887 für Werner von Korff, Gutsherr auf Sutthausen usw.
Preußische Ausdehnung des Freiherrnstandes (unbeschränkt) für denselben durch A. KO. am 3. Juni 1908 in Berlin mit Diplom vom 25. September 1908 in Rominten.

#### Westfälisches Haus Tatenhausen

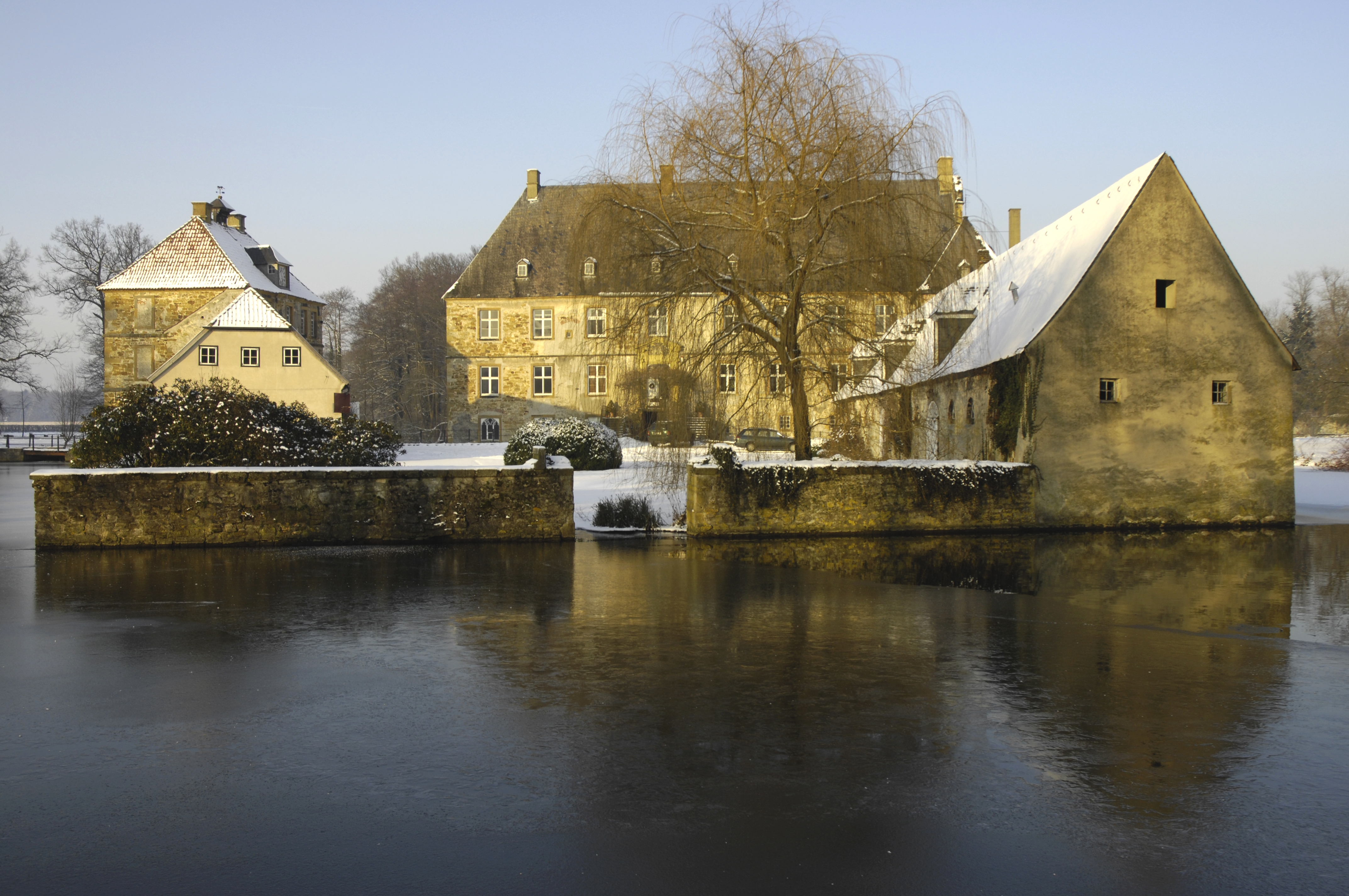
Wasserschloss Tatenhausen

Das Wasserschloss Tatenhausen kam 1524 in den Besitz von Heinrich Korff-Schmising, Schwiegersohn des letzten Hoberg auf Tatenhausen. Es blieb 470 Jahre lang im Besitz der Freiherren und Grafen von Korff.
Reichsfreiherrnstand mit „Wohlgeboren“ und Wappenbestätigung am 4. September 1692 in Wien für Friedrich Matthias von Korff gen. Schmising zu Tatenhausen, Gutsherr auf Tatenhausen, Willenburg und Wittenstein, Burgmann auf der Nienburg bei Ostenfelde, fürstbischöflich münsteraner Drost zu Cloppenburg.

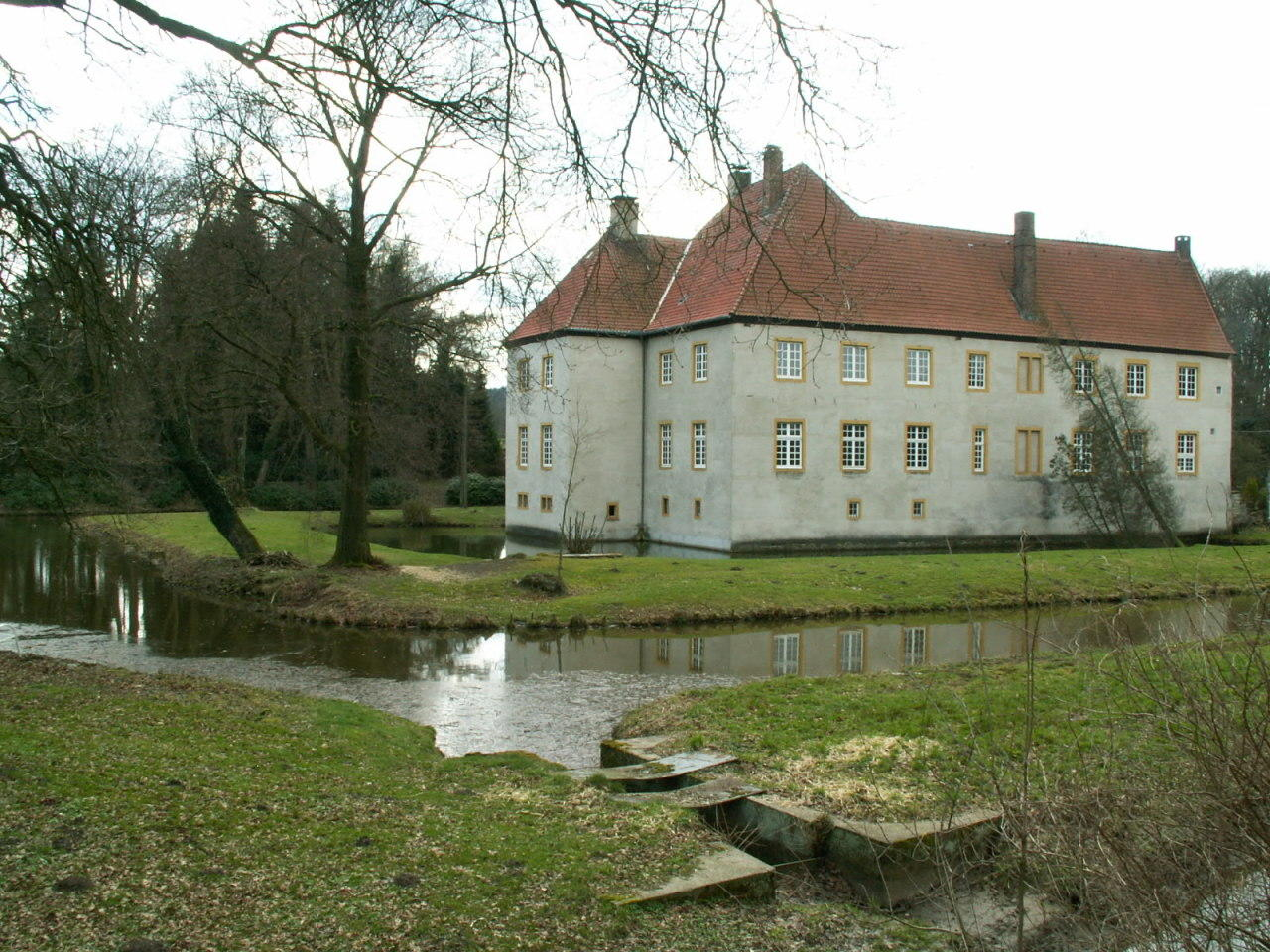
Schloss Brincke

Kaiserliche Namen- und Wappenvereinigung mit denen der von Kerssenbrock am 31. Juli 1755 in Wien für Friedrich Ferdinand Freiherr von Korff gen. Schmising, bzw. am 23. Juni 1802 in Preßburg für Franz von Korff gen. Schmising-Kerssenbrock, fürstbischöflich münsteraner Geheimer Rat und Obermarschall. Sie waren die Erben der katholischen Linie der Familie von Kerssenbrock, die am 23. Oktober 1754 mit dem Tod des Ferdinand von Kerssenbrock erloschen war. Er hatte seinen Vetter Friedrich Ferdinand Freiherr von Korff gen. Schmising als Erben eingesetzt, wodurch Schloss Brincke, seit 1439 Kerssenbrock’scher Besitz, als Fideikommiss zusammen mit dem Kerssenbrockschen Namen und Wappen an die von Korff genannt Schmising gelangte. Die Grafen Korff-Kerssenbrock besitzen Brincke bis heute.
Preußischer Grafenstand am 17. Januar 1816 in Berlin für Clemens August Frhrn. von Korff gen. Schmising, kurfürstlich Kölner Rat und fürstbischöflich (später fürstlich) münsteraner Obermarschall, Vater des oben genannten Franz Freiherr von Korff.

#### Westfälisches Haus Waghorst
Preußische Genehmigung zur Fortführung des Freiherrntitels durch A. KO. vom 23. August 1846 für Heinrich Freiherr von Korff, Gutsherr auf Gut Waghorst, königlich preußischer Landrat des Kreises Minden.

#### Korff-Krokisius
Preußischer Adelsstand als „von Korff“ durch A.K.O. vom 27. März 1852 in Magdeburg mit nachfolgender preußischen Namensänderung in „von Korff-Krokisius“ durch A.K.O. vom 17. August 1852 in Putbus für Edmund Krokisius, preußischer Leutnant im Ulanen-Regiment Nr. 6, Stief- und Adoptivsohn des oben genannten preußischen Landrats Heinrich Freiherr von Korff zu Waghorst.
Preußisches Adelsdiplom am 5. Juni 1893 in Potsdam (Neues Palais) für Edmunds Sohn Maximilian von Korff-Krokisius, preußischer Hauptmann im Infanterie-Regiment Nr. 49.

## Wappen
Das Stammwappen zeigt in Rot eine goldene Lilie. Auf dem Helm mit rot-goldenen Decken die von zwei rot-gefloßten Meerjungfrauen mit blauen Schwänzen gehaltene Lilie, überhöht von drei goldenen Sternen.
Die Familie führt in ihrem Wappen eine Lilie, das Zeichen der französischen Könige. Einst soll ein Korff im gelobten Land Ludwig den Heiligen in einer Schlacht so lange gegen die anstürmenden Sarazenen mit Schwert und Schild verteidigt haben, bis die Templer zu Hilfe kamen und die Christen, die die Schlacht schon verloren glaubten, den Sieg errangen.

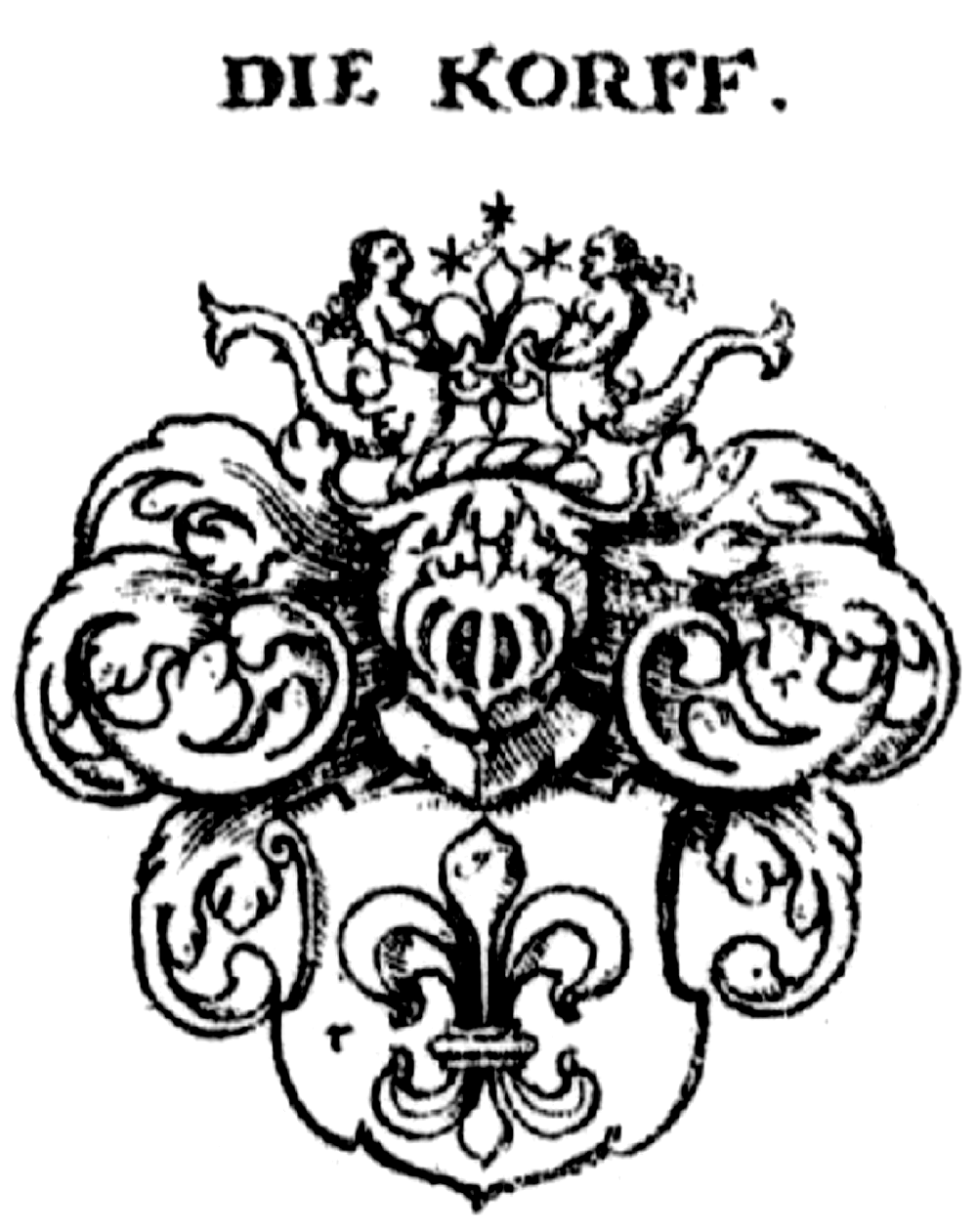
Wappen aus dem Weigelschen Wappenbuch (1720)
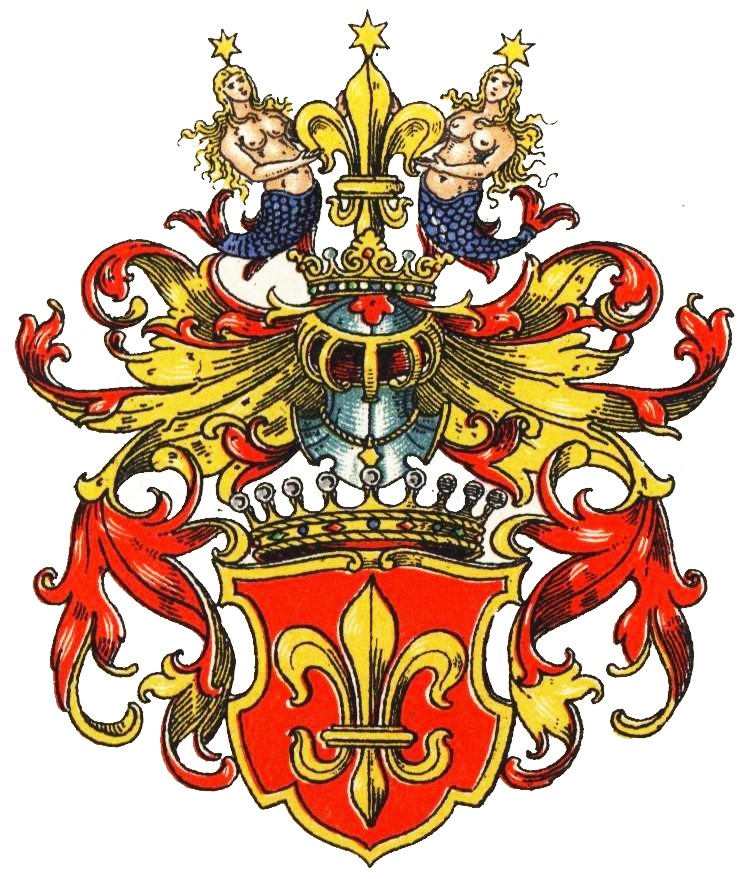
Wappen der Grafen von Korff gen. von Schmising im Wappenbuch des Westfälischen Adels
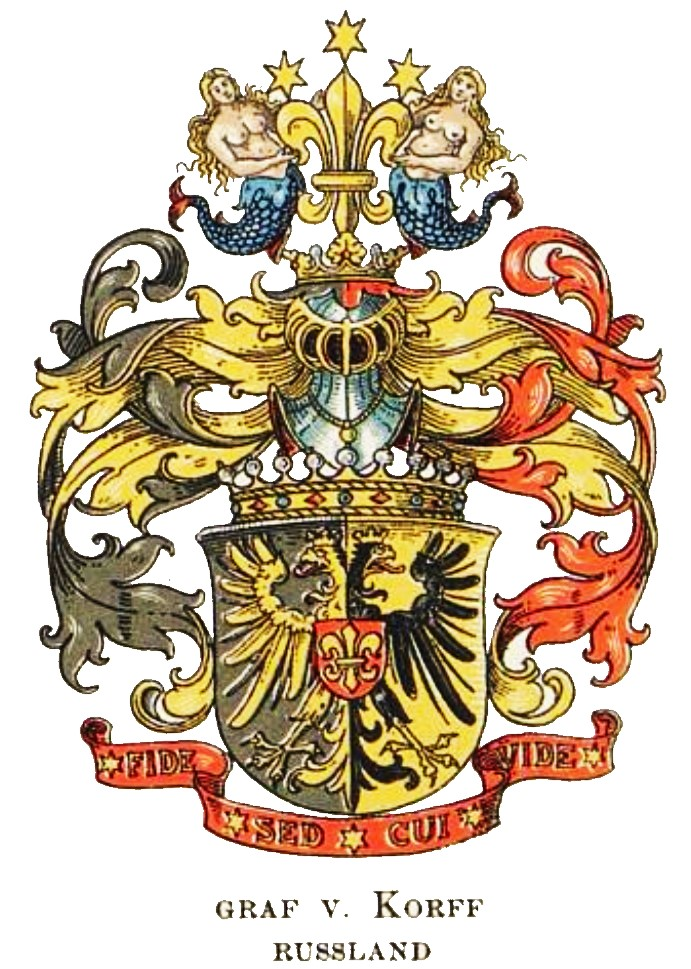
Wappen der Grafen von Korff Russland im Wappenbuch des Westfälischen Adels
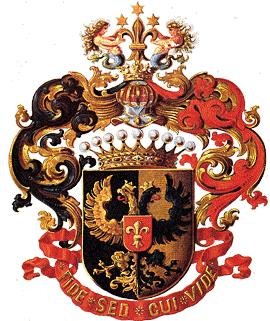
Gräfliches Wappen (1872) für Modest von Korff (Kurländisches Haus Brucken-Schönberg)
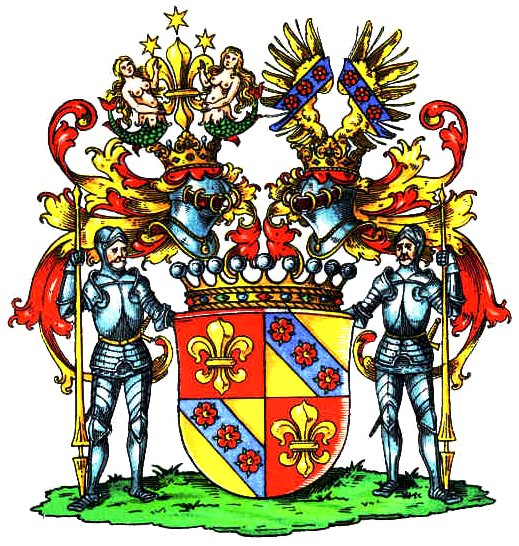
Wappen (1802) der Grafen von Korff genannt Schmiesing-Kerssenbrock
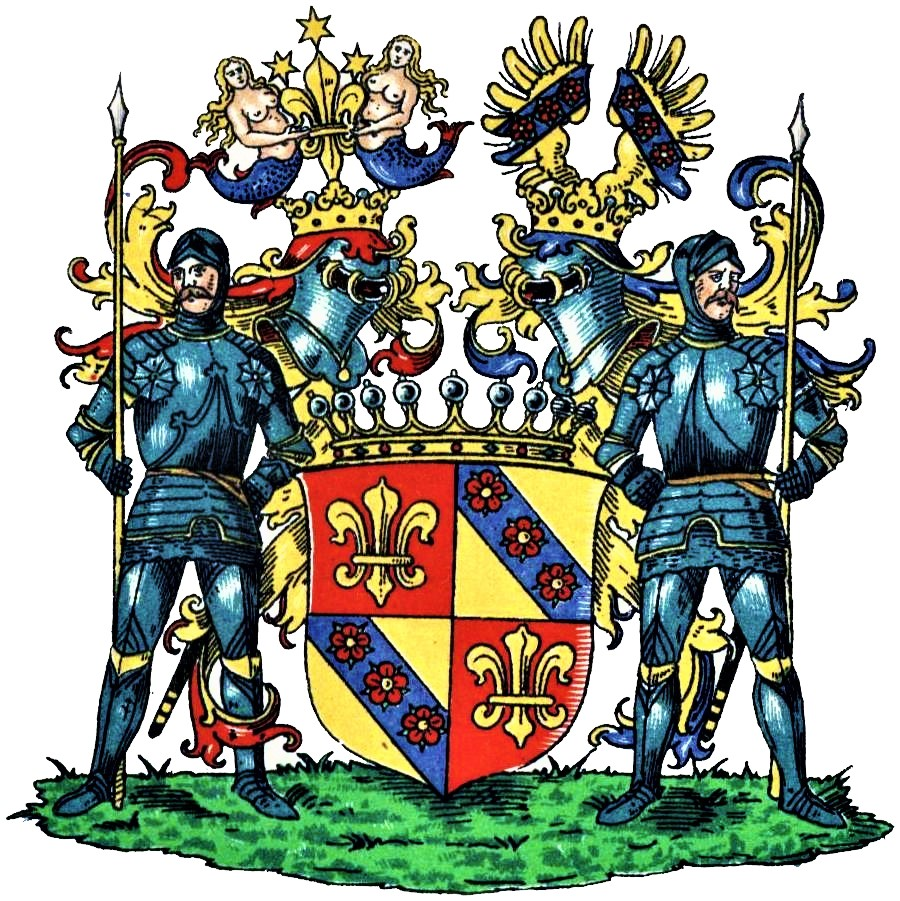
Wappen der Grafen von Korff genannt Schmiesing-Kerssenbrock im Wappenbuch des Westfälischen Adels

## Bekannte Namensträger
- Otto Korff gen. Schmising († 1494) Domdechant in Münster
- Heidenreich Korff (*/† 14./15. Jahrhundert) Domherr in Münster
- Heinrich Korff gen. Schmising († 1494) Domherr in Münster
- Rotger Korff gen. Schmising (1495–1548) Domdechant, Domscholaster und Domherr in Münster
- Hermann Korff gen. Schmising († 16. Jh.) Domherr in Münster
- Johann Korff gen. Schmising († 16. Jahrhundert) Domherr in Münster und Domdechant in Osnabrück
- Bernhard Korff gen. Schmising († 1595) Domherr und Dombursar in Münster
- Wilbrand Korff gen. Schmising († 1557) Domherr in Münster
- Otto Heinrich Korff gen. Schmising († 1664) Dompropst in Münster
- Friedrich Matthias von Korff gen. Schmising zu Tatenhausen (1660–1727), Landdrost in Cloppenburg von 1690 bis 1727
- Hedwig Christina Gertrud von Korff zu Sutthausen (1688–1721), Äbtissin im Stift Freckenhorst
- Johann Albrecht von Korff (1697–1766), Präsident der russischen Akademie der Wissenschaften und Diplomat
- Nikolaus Friedrich von Korff (1710–1766), russischer General und Generalpolizeimeister für ganz Russland
- Friedrich Alexander von Korff (1713–1786), Etatminister, Freimaurer
- Francisca Lucia von Korff zu Harkotten und Störmede (1722–1799), Äbtissin im Stift Freckenhorst.
- Friedrich Heinrich Baron von Korff (1743–1813), Gutsherr,[8] Generallandschaftsdirektor der Ostpreußischen Landschaft
- Clemens August Heinrich von Korff gen. Schmising (1749–1821), kurkölnischer Oberhofmarschall
- Kaspar Maximilian von Korff genannt Schmising (1751–1814), Domherr in Münster
- Friedrich Nikolaus Georg von Korff (1773–1823), russischer Generalleutnant
- Friedrich Anton Johann Nepomuk von Korff (1775–1836), deutscher Beamter und Abgeordneter
- Franz von Korff gen. Schmising-Kerssenbrock (1781–1850), preußischer Landrat
- Peter Anton von Korff (1787–1864), preußischer Generalleutnant
- Julia von Korff gen. Schmising-Kerssenbrock (1790–1836), westfälische Gräfin
- Clemens von Korff gen. Schmising (1791–1864), preußischer Landrat
- Heinrich von Korff (1792–1860), preußischer Landrat
- Modest Andrejewitsch von Korff (1800–1876), russischer Staatsmann
- Fjodor Fjodorowitsch Baron von Korff (1803–1853), deutschbaltischer Schriftsteller
- Klemens von Korff (1804–1882), preußischer Landrat und Politiker
- Maximilian von Korff gen. Schmising (1809–1861), preußischer Landrat
- Ferdinand von Korff gen. Schmising-Kerssenbrock (1817–1891), preußischer Landrat
- Friedrich von Korff gen. Schmising-Kerssenbrock (1820–1889), preußischer Landrat
- Klemens von Korff gen. Schmising (1834–1921), preußischer Landrat
- Julia von Korff gen. Schmising-Kerssenbrock (1837–1907), Stifterin der Herz-Jesu-Kirche in Halle (Westf.)
- Friedrich Bernard Hubert Freiherr von Korff (1865–1928), preußischer Landrat und Polizeipräsident
- August Freiherr von Korff (1880–1959), deutscher Landrat
- Fritz von Korff (* 1943), Brigadegeneral der Bundeswehr
- Trutz Graf von Korff gen. Schmising-Kerssenbrock (* 1954), Rechtsanwalt und Notar, deutscher Politiker
- Maria von Korff Schmising (* 1975), Professorin für Genetik an der Heinrich-Heine-Universität Düsseldorf und Mitglied der Deutsche Akademie der Naturforscher Leopoldina
- Freya Gräfin von Korff gen. Schmising-Kerssenbrock (* 1986), deutsche Schriftstellerin